# Philémon Yang
Philémon Yunji Yang (sinh ngày 14 tháng 6 năm 1947) là một chính trị gia người Cameroon, từng giữ chức Thủ tướng từ ngày 30 tháng 6 năm 2009 đến ngày 4 tháng 1 năm 2019. Trước đây, ông là Trợ lý Tổng Thư ký của Tổng thống, với chức vụ Bộ trưởng, [4] từ năm 2004 đến 2009. Ông phục vụ trong chính phủ từ năm 1975 đến năm 1984 và là Đại sứ của Canada tại Canada từ năm 1984 đến 2004. Ông là Thủ tướng phục vụ lâu nhất trong lịch sử Cameroon.

## Tiểu sử
Yang được sinh ra ở Jiketem-Oku ở tỉnh phía tây bắc của Cameroon. Ông học luật tại Đại học Yaoundé và trở thành công tố viên tại Tòa phúc thẩm Buea sau khi tốt nghiệp vào tháng 1 năm 1975. Ngày 30 tháng 6 năm 1975, ông được bổ nhiệm làm Thứ trưởng Bộ Quản lý đất đai. Vào ngày 8 tháng 11 năm 1979, ông được bổ nhiệm làm Bộ trưởng Bộ Mỏ và Năng lượng.
Vào ngày 4 tháng 2 năm 1984, ông được bổ nhiệm làm Đại sứ tại Canada. Ông đã là một đại sứ trong 20 năm và đã từng là người đứng đầu phái đoàn ngoại giao đến Ottawa trong 10 năm. Trong thời gian ở Ottawa, ông đã làm việc với đại diện của các quốc gia châu Phi khác để làm việc cho nhiều viện trợ nước ngoài hơn và chính phủ Canada hứa sẽ giảm nợ vào năm 2000.
Vào tháng 12 năm 2004, ông trở lại Cameroon để làm phó tổng thư ký đầu tiên của Dinh Tổng thống. Vào ngày 30 tháng 6 năm 2009, Tổng thống Paul Biya đã bãi nhiệm Thủ tướng Efrem Inoni và bổ nhiệm Yang làm Thủ tướng.
Vào tháng 3 năm 2024, Philémon Yang được chỉ định là ứng cử viên châu Phi cho chức chủ tịch phiên họp thứ 79 của Đại hội đồng Liên Hợp Quốc.